# Recinto fortificado de Calatayud

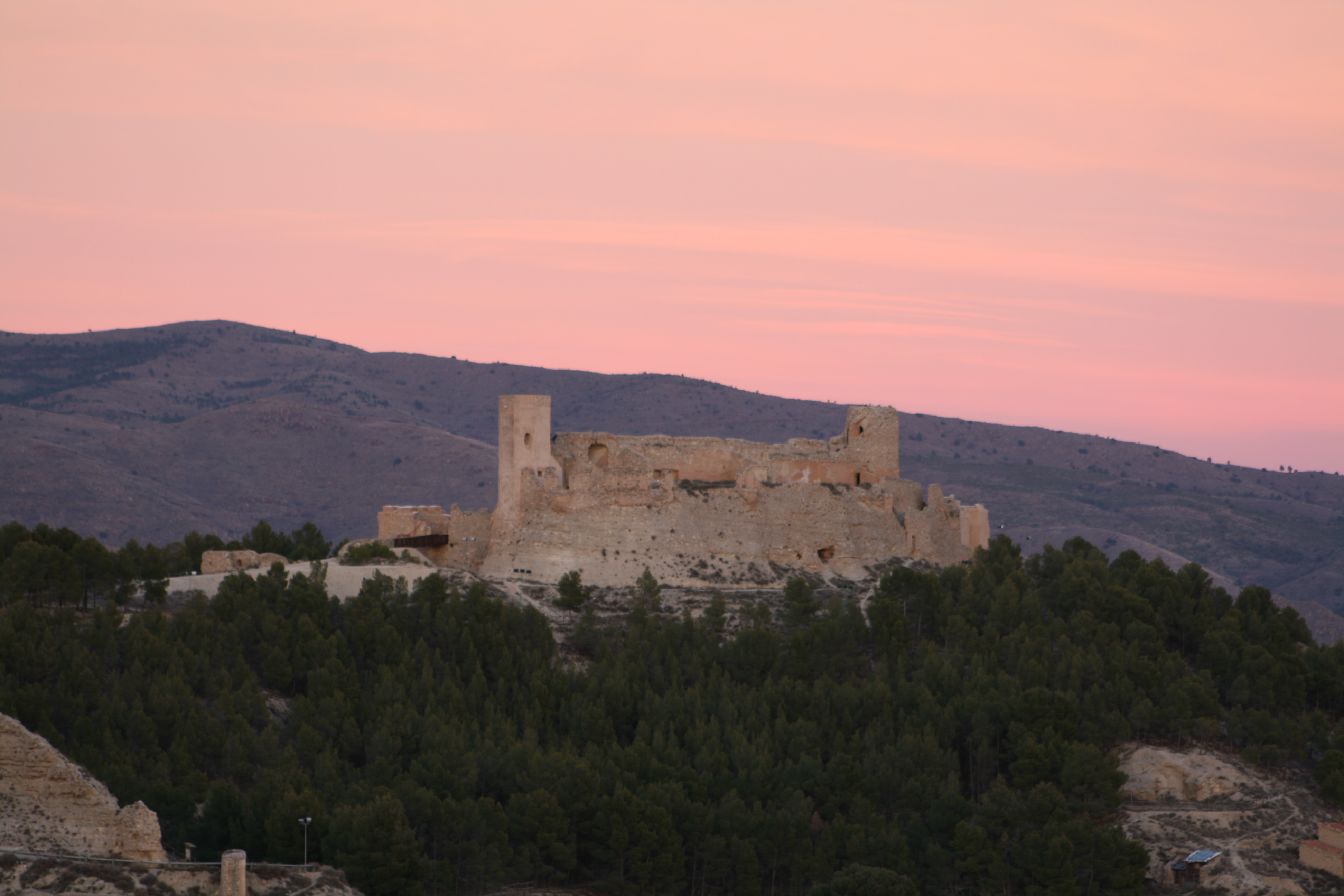
Qalat de Ayub, que da nombre a la ciudad.

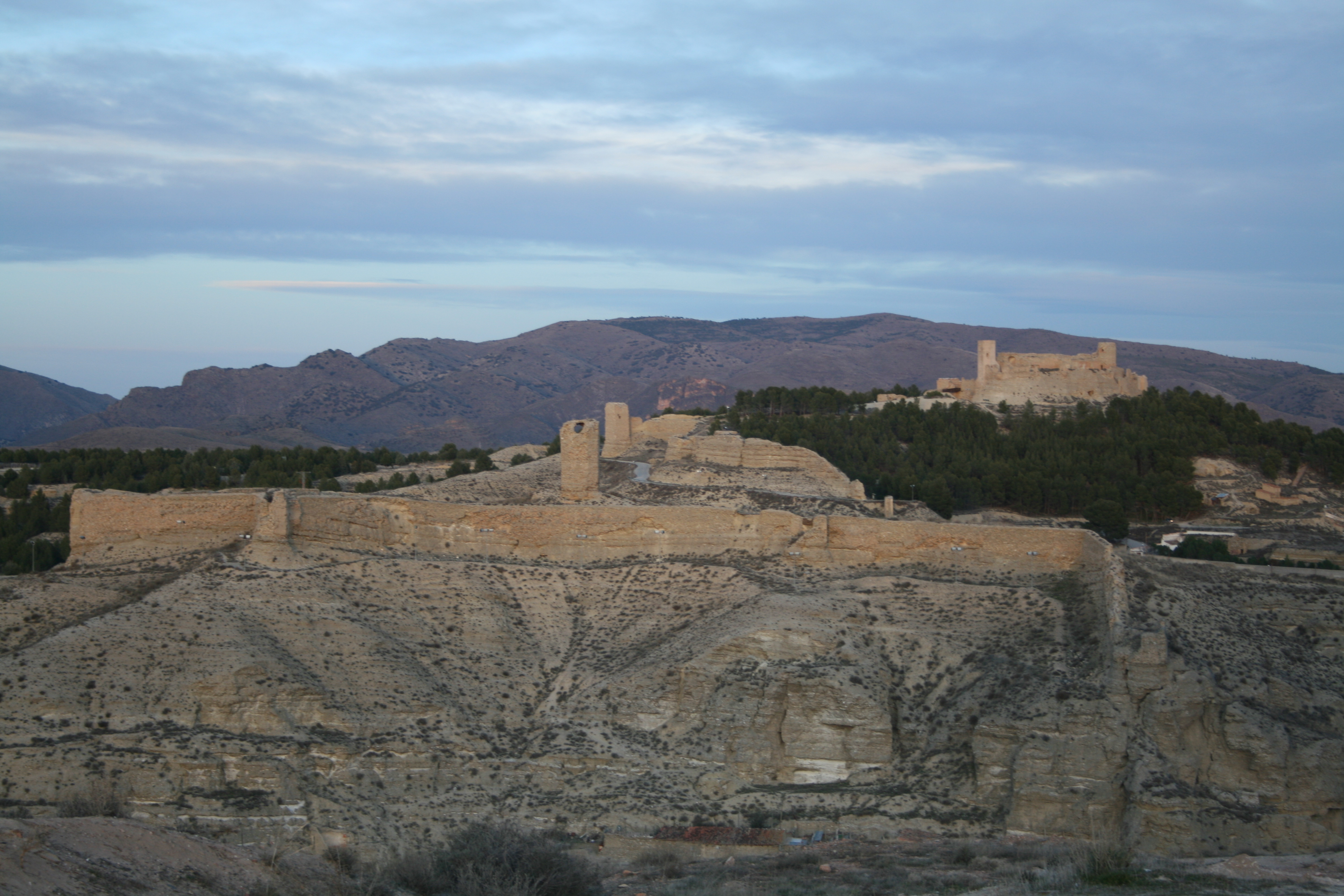
Vista de ambas fortificaciones.

El recinto fortificado de Calatayud (Provincia de Zaragoza, España) en su día contó con un perímetro aproximado de 4 kilómetros de desarrollo, que permanece prácticamente sin modificaciones fuera del casco urbano desde su construcción en época islámica. Se trata de un monumento esencial para el estudio e investigación histórica y arquitectónica de la evolución de un pequeño núcleo de origen musulmán a una ciudad actual sin haber perdido su primitiva identidad. 

## Historia
La primitiva muralla debió construirse en la primera mitad del siglo IX englobando todo el núcleo urbano y uniendo las fortificaciones del Castillo Mayor, el Castillo de la Torre Mocha, el Castillo de Doña Martina y el Castillo Real, y posiblemente aislado el Castillo de la Peña como punto fuerte avanzado (albarrana). 
Hubo una ampliación del siglo XII, aunque no se sabe exactamente por dónde discurría su trazado. Algo parecido ocurre con la muralla del siglo XIV, ya que utilizaba parte de la del XII pero al crecer la ciudad hacia el río Jalón se desconoce si llegó en este momento hasta allí o bien lo había alcanzado antes. 
Sí conocemos las puertas que en este momento tenía la cerca bilbilitana: la Puerta de Soria y la de Valencia en la Ciudad Alta, con origen en el siglo IX pero seguramente modificadas después; la Puerta de la Torre Mocha, la Puerta de Zaragoza o de Sonajas, la Puerta de Terrer y un Postigo en la Judería, todas estas en la Ciudad Baja musulmana con origen esta vez en el siglo XII pero también con modificaciones posteriores. Actualmente sólo se conservan con modificaciones la Puerta de Zaragoza, la Puerta de Terrer y la Puerta de Soria. 
Una mención aparte merece la llamada Puerta Emiral del siglo IX, situada en el lienzo de muralla que enlaza el Castillo Mayor con la Puerta de Soria, denominada así por datar de la época del emir Mohamed I de Córdoba. Ha sido datada hacia el año 862 por lo que se la puede considerar como el elemento arquitectónico musulmán más antiguo de cuantos conocemos en la Península.

## Características
La muralla de Calatayud está articulada por cinco núcleos de fortificaciones de época califal, que forman parte inseparable del mismo siendo uno de los elementos arqueológicos más importantes de Aragón y que son las siguientes: Castillo Mayor con el Recinto de La Longía, las puertas de Zaragoza, Emiral y de Soria, estas últimas integrantes del B.I.C., además, el Castillo Real, Castillo de Doña Martina, Castillo de la Peña y la Torre Mocha con su recinto perimetral. Todas estas zonas se unen con distintos tramos de muralla que rodean todo el núcleo antiguo de la ciudad musulmana. Posteriormente, en el siglo XVI, el conjunto tuvo que ser ampliado por las necesidades de los nuevos desarrollos de la ciudad. Del Castillo de Ayyub sale en dirección oeste un tramo de muralla con varios torreones y una torre albarrana, que se separa unos 7 metros de la línea de fortificación siendo el ejemplo más antiguo de torre albarrana que se conserva de al-Ándalus. Del desarrollo del siglo XVI nos encontramos con la puerta de Terrer. La totalidad de las murallas de época califal y del siglo XVI alcanzaría casi los cuatro kilómetros de longitud, si bien los localizados dentro del casco urbano se han perdido casi por completo.